# Médanos (Entre Ríos)
Pour les articles homonymes, voir Médanos.
Médanos est une localité rurale argentine située dans le département d'Islas del Ibicuy et dans la province d'Entre Ríos.
La population de la localité, c'est-à-dire à l'exclusion de la zone rurale, était de 388 habitants en 1991 et de 426 en 2001. La population de la juridiction du conseil de direction était de 426 habitants en 2001, elle a donc été considérée comme entièrement urbaine.